# Daar vraag je me wat
Daar vraag je me wat was een populairwetenschappelijk televisieprogramma, uitgezonden door de KRO. 

## Historie
De eerste uitzending was op 28 oktober 1976, de laatste op 5 mei 1983. Het werd van oktober tot juni eenmaal per maand uitgezonden. Kijkers konden vragen insturen, en als de vraag werd uitgezonden werd de vraagsteller uitgenodigd deze in de studio te stellen. Een deskundige beantwoordde de vraag. Er waren drie vaste deskundigen, te weten natuur- en scheikundeleraar Henk Mulder, bioloog Dik Dekker, en een arts, waarvoor Monneke Smulders, Jaqueline van Riet en Liesbeth Sjoukes aangetreden zijn.  

## Presentatoren
- Guido de Wijs (28 oktober 1976 tot 19 mei 1978)
- Marjo Ouddeken (23 oktober 1978 tot 7 mei 1979)
- Vincent van Engelen (6 oktober 1979 tot 29 mei 1981)
- Antoinette van Brink (5 oktober 1981 tot 5 mei 1981)